# Soldier of Fortune (película)
Soldier of Fortune, en España titulada Cita en Hong Kong, es una película de aventuras de 1955 sobre el rescate de un prisionero americano en la China comunista dirigida por Edward Dmytryk y protagonizada por Clark Gable y Susan Hayward. El guion de Ernest K. Gann se basa en su propia novela.

## Argumento
Jane Hoyt llega a Hong Kong buscando a su marido, y allí el magnate Hank Lee tiene noticias de él: esta preso en la China comunista, sospechoso de ser espía.
Jane decide intentar liberarlo y tiene la mala idea de contratar al mercenario  Fernand Rocha, un indeseable que intenta propasarse con ella, pero Hank viene en su ayuda.
Hank se ha enamorado de Jane y decide ayudarla él mismo. En Hong Kong el Inspector de Policía Marina Merryweather está inspeccionando el junco de Hank cuando este le engaña para acompañarlo en la misión.
El marido es liberado, pero se da cuenta de que su mujer está enamorada del hombre que le ha salvado la vida y decide apartarse.

## Reparto
- Clark Gable es Hank Lee.
- Susan Hayward es Jane Hoyt.
- Michael Rennie es Inspector Merryweather.
- Gen Barry es Louis Hoyt.
- Alexander D'Arcy es Rene Dupont Chevalier.
- Tom Tully es  Tweedie.
- Anna Sten es Madame Dupree.
- Russell Collins es Icky, pianista.
- Leo Gordon es Grande Mate.
- Richard Loo es General Po Lin.
- Soo Yong es Dak Lai.
- Frank Tang es Capt. Ying Fai
- Jack Kruschen es Austin Stoker, el ayudante de Lee
- Mel Welles es Fernand Rocha

## Producción
La película está basada en una novela de Ernest Gann, que de joven había vivido en Hong Kong y siempre quiso escribir un libro sobre la ciudad. Se mudó allí en 1953, contrató un junco y escribió la novela.
La novela atrajo el interés de los estudios incluso antes de ser publicada. John Wayne se interesó por los derechos. Aun así, los derechos para el cine fueron a 20th Century Fox, que contrató a Clark Gable. Buddy Adler fue asignado para producir, Edward Dmyrtryk para dirigir y Gann para escribir el guion.
La novela fue publicada en octubre de 1954.
Susan Hayward firmó para ser la protagonista. La película se rodó mayoritariamente en Hong Kong, pero Hayward no pudo viajar allí por lo que sus escenas se filmaron en Hollywood. En unas cuantas escenas exteriores breves de Hong Kong, una doble de Hayward es la que está con Gable.[cita requerida]
David Niven iba a ser el inspector de policía, pero decidió que no quería ir a Hong Kong y fue sustituido por Michael Rennie.
El resto de la unidad pasó cinco semanas de filmación en Hong Kong.
En la huida final de la cañonera china el capitán (Clark Gable) usa los prismáticos en mala posición en varias escenas (la parte de arriba y abajo al revés)